# Йоран Ніклассон
Йоран Ніклассон (швед. Göran Nicklasson, 20 серпня 1942 — 27 січня 2018) — шведський футболіст, що грав на позиції півзахисника.
Виступав за клуби «Сундсвалль» та «Гетеборг», а також національну збірну Швеції.

## Клубна кар'єра
У дорослому футболі дебютував 1963 року виступами за команду «Сундсвалль», з другого дивізіону, а 1964 року перейшов до вищолігового «Гетеборга», за який відіграв 9 сезонів і 1969 року виборов титул чемпіона Швеції. Завершив кар'єру футболіста на найвищому рівні виступами за команду у 1972 році.

## Виступи за збірну
24 вересня 1969 року дебютував в офіційних іграх у складі національної збірної Швеції в товариському матчі проти Угорщини (2:0).
У складі збірної був учасником чемпіонату світу 1970 року у Мексиці, на якому зіграв у матчах з Італією (0:1) та Уругваєм (1:0), але його збірна не подолала груповий етап.
Загалом протягом кар'єри у національній команді, яка тривала 2 роки, провів у її формі 8 матчів, забивши 1 гол.
Помер 27 січня 2018 року на 76-му році життя у місті Омоль.

## Титули і досягнення
- Чемпіон Швеції (1):

«Гетеборг»: 1969